# Koordinationsstrategie
Eine Koordinationsstrategie  umfasst das ausgerichtete Handeln, welches im Rahmen der Entscheidungs- und Handlungswahl zwischen verschiedenen Teilnehmern einer Gruppe zum Einklang der individuellen Präferenzen mit den gemeinschaftlichen Zielen der Gruppe führt.

## Unterscheidung

### Dezentrale Koordination
Als Ergebnis der Preisfunktionen führen die gewählten Handlungen im Rahmen der Preisbildung zur Nutzenmaximierung. Unter spieltheoretischem Gesichtspunkt entspricht dies der Maximierung der Summe der Auszahlungen. Aus der Vergleichbarkeit der Alternativen aufgrund eines Preises und der daraus abgeleiteten Entscheidungswahl bildet sich somit ein Marktsystem. Durch die stetige Wechselwirkung der Preise auf die Handlungen und dieser wiederum auf die Preise sind die Preise das Koordinationsmedium zwischen den unabhängig voneinander agierenden Teilnehmern.  Die Koordination zwischen den Teilnehmern läuft dezentral ab.

### Zentrale Koordination
Ohne ein Preissystem fehlt der koordinierende Entscheidungsmechanismus (Nicht-Marktsystem). Die Lösung der Abstimmungsprozesse muss über eine kollektive Entscheidungsfindung getroffen werden. Die Koordination zwischen den Teilnehmern läuft zentral ab.

## Einflüsse und Effekte
Auf die genannten Koordinationsmechanismen können mehrere Effekte und Abläufe  wie Koordinationsversagen, kritische Masse, Lock-in-Effekt, Mitläufereffekt, Fokaler Punkt wirken.